# جیمز نیوتن هاوارد
جیمز نیوتن هاوارد (به انگلیسی: James Newton Howard) (زادهٔ ۹ ژوئن ۱۹۵۱) آهنگساز، تنظیم‌کننده و رهبر ارکستر آمریکایی است. هاوارد، تاکنون تصنیفِ موسیقیِ متن برای بیش از ۱۰۰ فیلم را در کارنامه دارد. وی در عین حال، جایزه گرمی، جایزه امی و نامزدی ۹ جایزه اسکار را بدست آورده‌است.
 برخی از مشهورترین آثار موسیقایی این هنرمند عبارت هستند از؛ زن زیبا (۱۹۹۰)، شاهزاده جزر و مد (۱۹۹۱)، فراری (۱۹۹۳)، وکیل مدافع شیطان (۱۹۹۷)، حس ششم (۱۹۹۹)، دایناسور (۲۰۰۰)، آتلانتیس: امپراتوری گم‌شده (۲۰۰۱)، سیاره گنج (۲۰۰۲)، نشانه‌ها (۲۰۰۲)، روستا (۲۰۰۴)، کینگ کونگ (۲۰۰۵)، بتمن آغاز می‌کند (۲۰۰۵)، الماس خونین (۲۰۰۶)، من افسانه‌ام (۲۰۰۷)، شوالیه تاریکی (۲۰۰۸)، میراث بورن (۲۰۱۲)، شبگرد (۲۰۱۴).

## دیسکوگرافی

### آلبوم‌ها
| سال  | عنوان                      |
| ---- | -------------------------- |
| ۱۹۷۴ | جیمز نیوتن هاوارد          |
| ۱۹۸۲ | توتو آی وی                 |
| ۱۹۸۳ | جیمز نیوتن هاوارد و دوستان |

### فیلم
| سال  | عنوان                            | کارگردان             | استودیو                                                               |
| ---- | -------------------------------- | -------------------- | --------------------------------------------------------------------- |
| ۲۰۱۲ | میراث بورن                       | تونی گیلروی          | رلتیویتی مدیا د کندی/مارشال کمپانی کپتیویت انترتیمنت یونیورسال پیکچرز |
| ۲۰۱۳ | پس از زمین                       | ام. نایت شیامالان    | اوربوک انترتیمنت بلایدینگ اج پیکچرز رلتیویتی مدیا کلمبیا پیکچرز       |
| ۲۰۱۳ | عطش مبارزه: اشتعال               | فرانسیس لارنس        | کالر فورس لاینزگیت                                                    |
| ۲۰۱۳ | پارک                             | پیتر لندزمن          | امریکن فیلم کمپانی اکسکلوسیو مدیا پلیتن                               |
| ۲۰۱۴ | کاتبنک                           | مت شیکمن             | کیلبرن مدیا A24                                                       |
| ۲۰۱۴ | پلید                             | رابرت اشترمبرگ       | جو روث والت دیزنی پیکچرز                                              |
| ۲۰۱۴ | شبگرد                            | دن گیلروی            | بولد فیلمز اوپن رود فیلمز                                             |
| ۲۰۱۴ | سرباز قربانی                     | ادوارد زوئیک         | بلیکر استریت                                                          |
| ۲۰۱۴ | عطش مبارزه: زاغ مقلد - بخش ۱     | فرانسیس لارنس        | کالر فورس لاینزگیت                                                    |
| ۲۰۱۵ | عطش مبارزه: زاغ مقلد - بخش ۲     | فرانسیس لارنس        | کالر فورس لاینزگیت                                                    |
| ۲۰۱۵ | ضربه مغزی                        | پیتر لندس مند        | ویلیج رودشو پیکچرز اسکات فری پروداکشنز کلمبیا پیکچرز                  |
| ۲۰۱۶ | شکارچی: جنگ زمستان               | سدریک نیکولاس ترویان | یونیورسال پیکچرز پرفکت ورد پیکچرز                                     |
| ۲۰۱۶ | تمام راه                         | جی روچ               | امبلین اینترتینمنت اچ‌بی‌او فیلمز                                       |
| ۲۰۱۶ | جانوران شگفت‌انگیز و زیستگاه آن‌ها | دیوید یتس            | برادران وارنر                                                         |

## جوایز و افتخارات
در می سال ۲۰۰۸ وی به عنوان عضو افتخاری آکادمی سلطنتی موسیقی درآمد.
| جایزه           | سال  | پروژه                                                       | دسته                                  | نتیجه    |
| --------------- | ---- | ----------------------------------------------------------- | ------------------------------------- | -------- |
| جایزه اسکار     | ۱۹۹۲ | شاهزاده جزر و مد                                            | بهترین موسیقی فیلم                    | نامزدشده |
| جایزه اسکار     | ۱۹۹۴ | فراری                                                       | بهترین موسیقی فیلم                    | نامزدشده |
| جایزه اسکار     | ۱۹۹۵ | جونیور (مشترک با کارول بایر سیجر، جیمز اینگرام و پتی اسمیث) | بهترین ترانه                          | نامزدشده |
| جایزه اسکار     | ۱۹۹۷ | یک روز خوب (مشترک با جود فریدمن و آلن دنیس ریچ)             | بهترین ترانه                          | نامزدشده |
| جایزه اسکار     | ۱۹۹۸ | عروسی بهترین دوست من                                        | بهترین موسیقی فیلم                    | نامزدشده |
| جایزه اسکار     | ۲۰۰۵ | روستا                                                       | بهترین موسیقی فیلم                    | نامزدشده |
| جایزه اسکار     | ۲۰۰۸ | مایکل کلیتون                                                | بهترین موسیقی فیلم                    | نامزدشده |
| جایزه اسکار     | ۲۰۰۹ | دعوت به جنگ                                                 | بهترین موسیقی فیلم                    | نامزدشده |
| جایزه آنی       | ۲۰۰۰ | دایناسور                                                    | بهترین موسیقی فیلم پویانمایی          | نامزدشده |
| جایزه آنی       | ۲۰۰۱ | آتلانتیس: امپراتوری گم‌شده                                   | بهترین موسیقی فیلم پویانمایی          | نامزدشده |
| جوایز فیلم بفتا | ۲۰۰۹ | شوالیه تاریکی (مشترک با هانس زیمر)                          | بهترین موسیقی فیلم                    | نامزدشده |
| جایزه امی       | ۱۹۸۹ | مردان                                                       | بهترین موسیقی تم اصلی                 | نامزدشده |
| جایزه امی       | ۱۹۹۵ | بخش فوریت‌های پزشکی                                          | بهترین موسیقی تم اصلی به صورت انفرادی | نامزدشده |
| جایزه امی       | ۲۰۰۱ | عبور گیدئون                                                 | بهترین موسیقی تم اصلی                 | برنده    |
| جایزه امی       | ۲۰۱۶ | تمام راه                                                    |                                       | نامزدشده |
| جایزه گلدن گلوب | ۱۹۹۵ | جونیور (مشترک با کارول بایر سیجر، جیمز اینگرام و پتی اسمیث) | بهترین ترانه                          | نامزدشده |
| جایزه گلدن گلوب | ۱۹۹۷ | یک روز خوب (مشترک با جود فریدمن و آلن دنیس ریچ)             | بهترین ترانه                          | نامزدشده |
| جایزه گلدن گلوب | ۲۰۰۶ | کینگ کونگ                                                   | بهترین موسیقی                         | نامزدشده |
| جایزه گلدن گلوب | ۲۰۰۹ | دعوت به جنگ                                                 | بهترین موسیقی                         | نامزدشده |
| جایزه گرمی      |      |                                                             |                                       |          |